# Штайнфорт
Штайнфорт (люкс. Stengefort, фр. и нем. Steinfort) — коммуна в Люксембурге, располагается в округе Люксембург. Коммуна Штайнфорт является частью кантона Капеллен. В коммуне находится одноимённый населённый пункт.
Население составляет 4375 человек (на 2008 год), в коммуне располагаются 1676 домашних хозяйств. Занимает площадь 12,16 км² (по занимаемой площади 99 место из 116 коммун). Наивысшая точка коммуны над уровнем моря составляет 349 м. (98 место из 116 коммун), наименьшая 288 м. (98 место из 116 коммун).

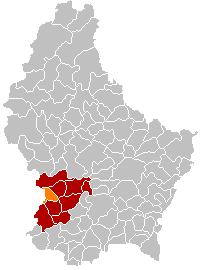
Оранжевый цвет - коммуна Штайнфорт, красный - кантон Капеллен.